# 田中清剛
田中 清剛（たなか せいごう、1950年8月6日 - ）は、日本の地方公務員、土木技術系公務員。大阪市建設局長、大阪市副市長、大阪府副知事を歴任。2025年日本国際博覧会協会副事務総長。

## 経歴
1975年 (昭和50年) 3月、京都大学大学院工学研究科土木工学専攻修了。 
同年4月、大阪市役所に入庁し、土木局配属。1985年4月、同街路部計画課調査係長。1993年 (平成5年) 4月、建設局土木部工務課長代理。1995年4月、同北工営所長。1997年4月、同土木部企画主幹。1998年、同管理部参事 (大阪市道路公社出向)。2000年4月、同街路部計画課長。2001年4月、同河川防災担当部長兼土木部河川課長。2005年4月、同土木部長。2007年4月、同理事（大阪市道路公社派遣）。2008年4月、建設局長。2011年3月、退職。
同年6月、財団法人都市技術センター理事長。
2012年2月、大阪市副市長。市長の橋下徹や吉村洋文を支えた。
2019年4月に行われた大阪府知事選挙、大阪市長選挙において吉村と松井一郎が大阪市長と大阪府知事を交代。それに伴って田中も大阪府副知事となった。2025年に予定される大阪・関西万博や統合型リゾート建設の調整を担当。
2023年5月に大阪府副知事を退任し、2025年日本国際博覧会協会副事務総長に就任。

## その他役職
- 土木学会フェロー会員[5]

## 栄典
- 2024年4月、瑞宝中綬章[6][7]